# 英国競馬統括機構
英国競馬統括機構（えいこくけいばとうかつきこう、British Horseracing Authority）とは、イギリスの競馬統括機関である。
通称BHA。国際競馬統括機関連盟に加盟している。日本における日本中央競馬会（JRA）に該当する。

## 沿革
2007年7月31日、英国競馬公社と競馬監理機構が統合して設立。

## キャリアインレーシング
キャリアインレーシング（CIR）はBHAの育成・採用を目的に、2005年に前身のBHBが設立した。